# Aksel Johansson

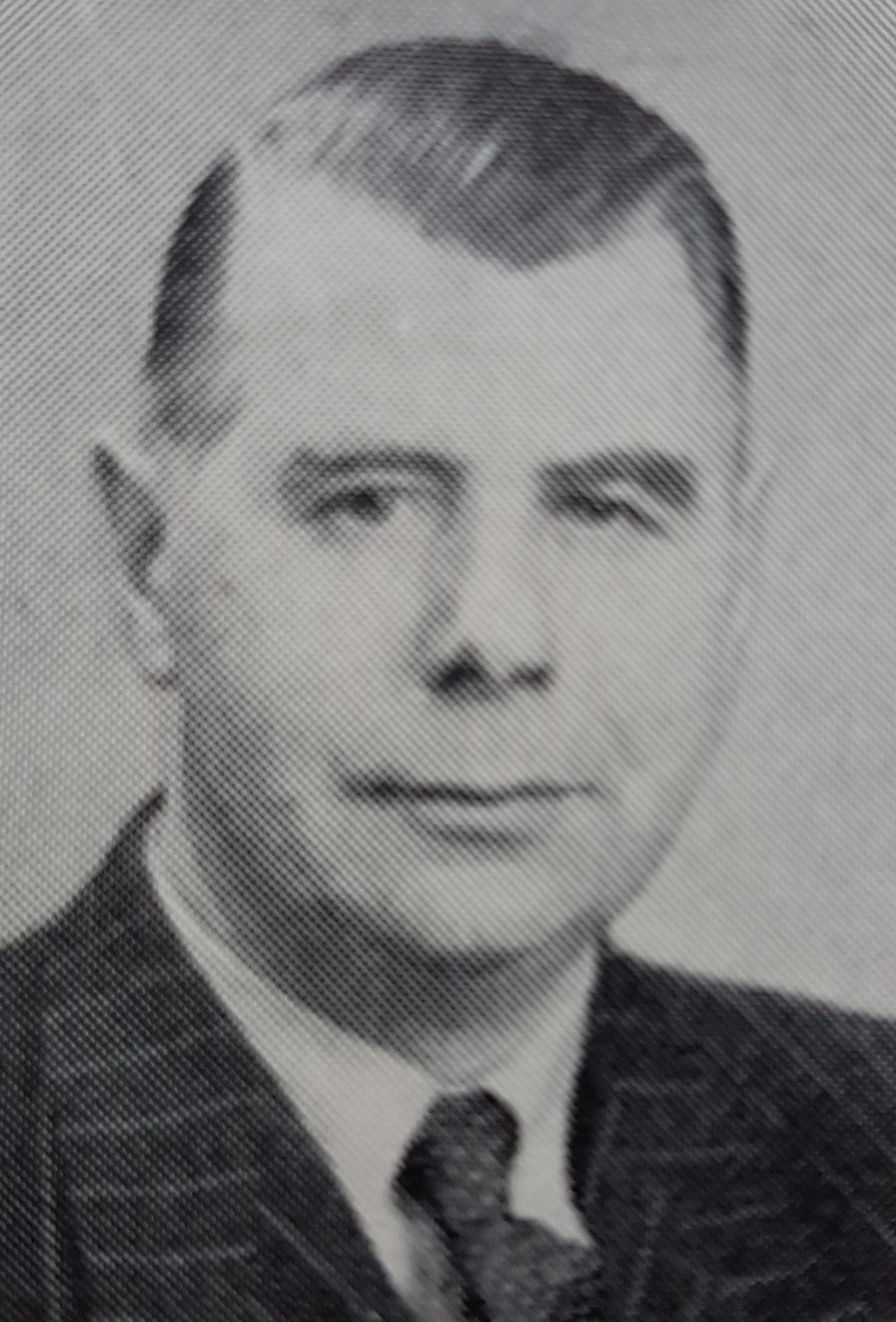
Aksel Johansson

Aksel Evert Johansson, född 7 augusti 1906 i Borås, död där 15 januari 1983, var en svensk målare.
Han var son till handlaren Albin Johansson och Anna Pettersson och från 1929 gift med Greta Svensson. Johansson studerade för John Hedæus och Manfred Flyckt vid Konstgillets målarskola i Borås och under intensiva självstudier. Separat ställde han ut ett flertal gånger i Borås, Ulricehamn och Varberg. Han medverkade i samlingsutställningar arrangerade av Borås och Sjuhäradsbygdens konstförening. Hans konst består av tolkningar av en romantisk fantasivärld med karikerade figurer utförda i olja eller akvarell.